# ケルナグール
『ケルナグール』は、1989年7月21日にナムコより発売されたファミリーコンピュータ用ゲーム。中国拳法をテーマにしている。ゲームスタジオ・遠藤雅伸の作品。プログラマーは内藤智。「ナムコット ファミリーコンピュータゲームシリーズ」第62弾。
ケルナグールという名前は『Beep』に掲載された遠藤の言葉によれば、テレビアニメ『戦国魔神ゴーショーグン』（1981年）の登場人物、ヤッター・ラ・ケルナグールに由来する。
また『天下一武士 ケルナグール』と表記や呼称される場合もあるが、ゲームのタイトル画面にそのように表示されているだけで正式名称ではなく誤りである。

## 概要
あらかじめ用意されたキャラクターを用いる対戦モードと、広大なマップ画面を移動する修行モードがある。後者では町や道場・寺院を訪れて修行や試合（対戦モードと同じシステム）、はたまた拳法と関係ない、仙人などから依頼されるお使いを積み重ねることで技が増えてゆくRPG風味の対戦格闘アクションゲーム。
各城にいる敵を倒すことで「拳士」の称号を得、同時に取得できる言葉をつなげ合わせてパスワード画面に入力することでエンディングとなるが、これとは別に「タオタイラー」という名の伝説の拳士がおり彼を倒すこともプレイヤーにとっての目標となる。主人公のステータスとゲームの進行状態はパスワードで保存され、これを用いれば修行モードで育てたキャラクターを対戦モードで使うことが可能である。
メインとなる戦闘シーンは、キャラクターの大きなサイドビューの画面に切り替わる。相当な人数の登場人物がいるにもかかわらず、戦闘画面でのキャラクターのグラフィックは一種類。全キャラクター同じ顔かつ同じ体で服の色のみが異なるという、簡略化された仕様であるが、その分技の種類の多さと動きのモーションの滑らかさは当時としては高いものであった。

## ゲーム内容

### パロディ
本作には他社のゲームなどを元ネタにしたパロディがいくつか盛り込まれている。
- 主人公の名前は用意された選択肢の中から決めるが、中には『ボンビー（ボムビー）』（1979年）、『ディグダグ』（1982年）、『ゼビウス』（1983年）、『ドルアーガ』（1984年）といったゲーム作品名から引用したものが登場する。また当時のタレント「レンホウ」やアニメ『重戦機エルガイム』（1984年 - 1985年）に登場するキャラクター「リョクレイ」などから引用した名前もある。
- 『ファイナルファンタジーII』（1988年）の主人公の名前を引用した「フリオニールの墓」が登場する。これは『リンクの冒険』（1987年）に登場した『ドラゴンクエストシリーズ』のキャラクターから引用した「ロトの墓」、さらにそれを元にした『ファイナルファンタジー』（1987年）内に登場した「リンクの墓」を受けて作られたパロディのパロディである。
- 『ドラゴンクエストII 悪霊の神々』（1987年）に登場するアイテムの「邪神の像」、『ドラゴンクエストIII そして伝説へ…』（1988年）に登場するアイテムの「変化の杖」「船乗りの骨」「ガイアの剣」、『ドラゴンクエストIV 導かれし者たち』（1990年）に登場するアイテムの「ちいさなメダル」、『桃太郎伝説』（1987年）に登場するアイテム「ユキのおにぎり」が作品内に登場する。
- 小説『西遊記』に登場する「きんとうん（觔斗雲）」が登場する。最強の敵「タオタイラー」と戦うには、これを入手しなければならない。

## 音楽
大野木宜幸による作曲。タイトル画面のBGMには1985年に発売されたレコード『THE RETURN OF VIDEO GAME MUSIC』のB面に入っていた「META MAGIC GAME」（作曲：大野木宜幸、編曲：飯尾芳史）が使われている。これはレコード発売時にはゲーム音楽ではないオリジナル曲という位置付けだった。なお、このアルバムは2001年にCDで復刻されている。
音盤への収録
- アルファレコード『THE RETURN OF VIDEO GAME MUSIC』（原曲）
- メガハウス『ゲームサウンドミュージアム 〜ナムコット編〜 SP』（ゲームオリジナルバージョン）※食玩

## 他機種版
| No. | タイトル               | 発売日        | 対応機種        | 開発元          | 発売元   | メディア                            | 型式 | 備考 |
| --- | ---------------------- | ------------- | --------------- | --------------- | -------- | ----------------------------------- | ---- | ---- |
| 1   | ナムコットコレクション | 2020年8月20日 | Nintendo Switch | B.B.スタジオ M2 | バンナム | Switch専用ゲームカード ダウンロード |      |      |

## スタッフ
- ゲームデザイン、キャラクターデザイン：遠藤雅伸
- プログラム：内藤智
- サウンド：大野木宜幸（サイトロン・アンド・アート）
- キャラクターコーディング：はやかわたろう
- ソフトウェアスーパーバイザー：黒須一雄、大森田不可止（CREAM SOFT）
- プロダクションマネージメント：関浩史（ゲームスタジオ）、原敏也（NAMCOT）

## 評価
- ゲーム誌『ファミコン通信」の「クロスレビュー」では、6・7・8・6の合計27点（満40点）となっており[4][3]、レビュアーの意見としては、「技の種類はとんでもなく多いし、アニメーションもなかなか凝っている」、「細かいところに気が配られていて、完成度は高い」などと評されている[4]。
- ゲーム誌『ファミリーコンピュータMagazine』の読者投票による「ゲーム通信簿」での評価は以下の通りとなっており、20.60点（満30点）となっている[1]。同誌1991年5月10日号特別付録の「ファミコンロムカセット オールカタログ」では、「なんといってもこのゲームの面白さは、華麗なアクションシーンにあるといえる」と紹介されている[1]。

| 項目 | キャラクタ | 音楽 | 操作性 | 熱中度 | お買得度 | オリジナリティ | 総合  |
| 得点 | 3.51       | 3.10 | 3.50   | 3.53   | 3.45     | 3.51           | 20.60 |